# Gropsjön, Närke
Gropsjön är en sjö i Laxå kommun i Närke och ingår i Norrströms huvudavrinningsområde. Gropsjön ligger i Rockebro Natura 2000-område.